# Orchopeas illinoiensis
Orchopeas illinoiensis är en loppart som beskrevs av Lewis 1998. Orchopeas illinoiensis ingår i släktet Orchopeas och familjen fågelloppor.

## Underarter
Arten delas in i följande underarter:
- O. i. cheopis
- O. i. balkhaschensis
- O. i. parilis